# NK Drava Nard
NK Drava Nard je nogometni klub iz Narda, prigradskog naselja grada Valpova. 

## Povijest
Nogometni klub Drava Nard osnovan je u svibnju 1952. godine. 
U sezoni 2008./09. klub se nakon 20 godina vratio u viši rang osvojivši 1. mjesto u 3. ŽNL NS Valpovo plasiravši se u 2. ŽNL uz impresivan skor od 27 pobjeda, dvije neriješene utakmice i samo jedan poraz. 
NK Drava je član Nogometnog središta Valpovo, te Županijskog nogometnog saveza Osječko-baranjske županije.

## Uspjesi kluba
2008./08. – prvak 3. ŽNL Liga NS Valpovo, 2013./14., 2014./15. i 2015./16. – prvak 2. ŽNL NS Valpovo – D. Miholjac.

## Vanjska poveznica
- Službena stranica Grada Valpova